# オジー・デイヴィス
オジー・デイヴィス（Ossie Davis, 1917年12月18日 - 2005年2月4日）は、アフリカ系アメリカ人の俳優、映画監督、公民権運動の活動家。

## 人物
ジョージア州コグデルで、レイフォード・チャットマン・デイヴィス (Raiford Chatman Davis) として生まれる。両親のすすめでハワード大学に進んだが中退し、コロンビア大学で学んだ。1939年にハーレムのRose McClendon Playersで俳優のキャリアをスタートさせる。1950年にシドニー・ポワチエ出演の『復讐鬼』で映画デビュー。
当時のアフリカ系アメリカ人の俳優の多くが経験した困難を、デイヴィスは何度も経験した。彼は演技をしたかったが、当時の黒人俳優が典型的に配役された、執事のような、ステレオタイプで卑屈な役は演じたくなかったという。そのこともあり、シドニー・ポワチエのあとに続けようと、比較的優れた役に挑んだ。また、特別客車のボーイや執事を演じるときには、その役に一定の重みを与えようと試みた。
デイヴィスは俳優であるだけでなく、メルヴィン・ヴァン・ピーブルズと並ぶ、黎明期のアフリカ系アメリカ人映画監督でもある。また、ビル・コスビーやシドニー・ポワチエと共に、1970年代以前にステレオタイプな役を拒否しながらも商業的に成功した、数少ないアフリカ系アメリカ人俳優である。しかしながら、デイヴィスは他の2人が体験したような、商業的・批評的な大成功を収めたことはないため、デイヴィスの顔と名前が一致するアフリカ系アメリカ人は少なかった。そういった中で、第一線で活躍する映画監督のスパイク・リーは、公民権運動の活動家マルコムX、マーティン・ルーサー・キングを盲信的に讃えているため、両名と個人的に親交があったデイヴィスに出演を依頼。『ドゥ・ザ・ライト・シング (映画)』、『ジャングル・フィーバー』、『セレブの種』、『ゲット・オン・ザ・バス』と立て続けに出演させ、若い世代の間にも名前を広めることに成功した。また、CMのナレーションでも活躍した。
1948年に女優ルビー・ディーと結婚した。デイヴィス夫妻は公民権運動の活動家として有名で、マルコムX、ジェシー・ジャクソン、マーティン・ルーサー・キングと親交が深かった。デイヴィス夫妻は、1963年のワシントン大行進にも積極的に協力し、進行役を務めた。さらにデイヴィスは、マルコムXの葬儀で賛辞を送っている。この賛辞の一部はスパイク・リー監督の伝記映画『マルコムX』の最後で再び読み上げられた。また、マーティン・ルーサー・キングへも賛辞を送った。
デイヴィス夫妻は2004年に、ケネディ・センター名誉賞を受賞した。また、1989年にNAACPイメージ・アワードの栄誉の殿堂に名前が刻まれた。
2005年2月4日、フロリダ州マイアミのホテルの一室でデイヴィスが亡くなっているのが発見された。自然死だった。この時、映画『Retirement』に取り掛かったばかりであった。

## 作品リスト

### 主な出演作品
- 復讐鬼 No Way Out （1950年）
- Fourteen Hours （1951年）
- The Joe Louis Story （1953年）
- Gone Are the Days! （1963年）
- 枢機卿 The Cardinal （1963年）
- 残虐療法 Shock Treatment （1964年）
- 丘 The Hill （1965年）
- アダムのブルース A Man Called Adam （1966年）
- 逃亡者　#94「入場券は「死」」　(ジョニー・ゲインズ警部補)(1966年)
- 爆撃命令「命ある限り」(グレン・ルーク少佐) (1966年)
- インディアン狩り The Scalphunter （1968年）
- 賭けの報酬 Sam Whiskey （1969年）
- Slaves （1969年）
- The Silent Revolution （短編映画、1972年、ナレーター）
- 一発大逆転 Let's Do It Again （1975年）
- ホットスタッフ Hot Stuff （1979年）
- Death of a Prophet （1981年）
- The House of God （1984年）
- ハリー&サン Harry and Son （1984年）
- ストリート・エンジェル 復讐の街角 Avenging Angel （1985年）
- スクール・デイズ School Daze （1988年）
- B.L.ストライカー BL Stryker （テレビドラマ、1989年 - 1990年）
- ドゥ・ザ・ライト・シング Do the Right Thing （1989年）
- ジョー、満月の島へ行く Joe Versues the Volcano （1990年）
- ジャングル・フィーバー Jungle Fever （1991年）
- ファイティング・キッズ Gladiator （1992年）
- マルコムX Malcolm X （1992年）
- ラブリー・オールドメン Grumpy Old Men （1993年）
- ザ・クライアント 依頼人 The Client （1994年）
- ゲット・オン・ザ・バス Get on the Bus （1996年）
- 俺たちブラボー・ブラザース〜ホラ吹いていこう! I'm Not Rappaport （1996年）
- 12人の怒れる男 評決の行方 12 Angry Men （1997年）
- Alyson's Closet （1998年）
- ドクター・ドリトル Doctor Dolittle（1998年）
- The Unfinished Journey （短編映画、1999年、ナレーター）
- ダイナソー Dinosaur （劇場版アニメ、2000年、声の出演）
- Here's to Life! （2000年）
- プレスリーVSミイラ男 Bubba Ho-tep （2002年）
- Unchained Memories: Readings from the Slave Narratives （2003年、ナレーター）
- バッドアス! Baadassss! （2003年）
- セレブの種 She Hate Me （2004年）
- Proud（2004年）
- Lの世界 The L Word （テレビドラマ、2004年 - 2005年）

### ドキュメンタリー作品
- Malcolm X（1972年、声の出演）
- Preminger: Anatomy of a Filmmaker （1991年）
- 4 Little Girls （1997年）
- Scandalize My Name: Stories from the Blacklist （1998年）
- The Gospel According to Mr. Allen （2000年、ナレーター）
- Voice of the Voiceless （2001年）
- Nad Turner: A Troublesome Property （2003年）
- Beah: A Black Woman Speaks （2003年）
- A Trumpet at the Wall of Jericho （2005年）
- A Street Called Pain （2005年）

### 監督作品
- ロールス・ロイスに銀の銃 Cotton Comes to Harlem （1970年、脚本も担当）
- ゴードンの戦い Gordon's War （1973年）
- Countdown at Kusini （1976年、脚本・出演も担当）
- Kongi's Harvest （1978年）